# Hà Đông, Lâm Nghi
Hà Đông (tiếng Trung: 河东区, Hán Việt: Hà Đông khu) là một quận thuộc địa cấp thị Lâm Nghi, tỉnh Sơn Đông, Cộng hòa Nhân dân Trung Hoa. Quận này có diện tích 727,63 km2, dân số 590.000 người (2001). Quận Hà Đông được chia thành các đơn vị hành chính 12 hương trấn.